# Drama Jacqua
Drama Jacqua je umělecký pseudonym bubeníka, producenta a elektronického experimentátora Thoma Heriana (* 7. srpna 1980, Teplice), který je členem několika hudebních kapel a projektů, především s orientací na drum'n'bass, jungle, electronic, nujazz a world music.
Pochází z hudební rodiny, narodil se v Teplicích, kde vystudoval konzervatoř, obor bicí nástroje. Po absolutoriu se přestěhoval do Prahy, kde působí dodnes.
V současné době působí jako bubeník různých hudebních projektů, například S.O.I.L., Montage, Segundo, Sato-San To, Rimbambo, Feng Jung Song & Trio PUO, Why Not Patterns atp. Od poloviny 90. let se zajímá o práci se zvukem, konkrétně hudební kompozice na poli elektronické hudby a v rámci svého sólového projektu Drama Jacqua se představuje nejen jako bubeník, ale i jako producent, který během svého aktivního vystupování používá elektronické přídavné přístroje (trigger, multipad, effector, sequencer a sampler). Jeho specialitou jsou rychlé beaty hrané na živo na bicí soupravu.
Jeho touha po neustálém vytváření nových a zajímavých experimentů ho žene do spolupráce s mnoha dalšími umělci – v projektu Sato-San To spojil své nápady s Oskarem Törökem (tp) a Jaromírem Honzákem (b), začátkem roku 2009 krátce spolupracoval s bubeníkem BJ Tzzarem, se kterým vytvářel hudební smršť na dvou bicích soupravách, v rámci live d’n’b setu v současnosti spolupracuje s DJ Stanzimem a známou DJ Babe LN. Aktivně dále spolupracuje s umělci jako MC Vaant, MC Jacob, Petr Alexa (kytara), Flautistar, Philip T.B.C., Stephunk T. (UK), MC Funes nebo DJ Bica.Je také nutno podotknout, že aktivně vystupuje jako bubeník po boku Philipa Nohy v uskupení N.O.H.A.
Kromě aktivního vystupování se věnuje pedagogické činnosti, ve které se především snaží uplatnit poznatky a zkušenosti z vlastního vystupování v oblasti elektroakustického zvuku.
Sólový projekt bubeníka Thoma Heriana aka Drama Jacqua je postaven na struktuře junglu, zrychleného a mnohovrstevného breakbeatu, freetekna a drum'n'bassu, do kterého nejrůzněji sampluje nosné motivy. Specializací v jeho hře na bicí jsou groovy lámaných beatů ostřejšího tempa. Nechává se inspirovat charakteristickými melodickými útržky nejen z populární hudby ale i z filmových soundtracků, nebo vychází z vlastní tvorby, ve které se zrcadlí prvky world music v podobě etnických nástrojů či stupnic.

## Diskografie

### Alba
- 2006 Masquarade
- 2006 Recycled
- 2007 Rubix Cube (2003–2007)
- 2007 Puo e Mixa
- 2008 Intellectual Endeavoure

### Singly
- 2009 Sweet Dreams